# Торстен Фрингс
Торстен Фрингс (на немски: Torsten Frings) (роден на 22 ноември 1976 г. в Вюрзелен, Германия) е немски футболист който от 2011 играе за канадския ФК Торонто. Той също така играе и за националния отбор на Германия.

## Кариера
Професионалната му кариера започва в трета дивизия Алемания Аахен преди преминаването към Вердер Бремен през 1996-97 г., помага на Везерщадион да достигнат финала за Купата на Германия където падат от Байерн (Мюнхен) през 1999 г.

### Байерн Мюнхен
Въпреки спечелването на турнир с Байерн и 29 изяви в Бундеслигата и 10 изяви в Шампионската лига, Фрингс не се радва на играта си в Мюнхен.

### Вердер Бремен
През 2005 г. той се присъединява към Бремен с 3-годишен договор, помагайки на отбора да влезе в груповата фаза на Шампионска лига.